# گابریلا کریستیانی
گابریلا کریستیانی (ایتالیایی: Gabriella Cristiani زاده ۲۲ مهٔ ۱۹۴۹) یک تدوین‌گر اهل ایتالیا است. 

## جوایز
- جایزه اسکار بهترین تدوین فیلم (۱۹۸۷)
- جایزه دیوید دی دوناتلو

## بخشی از فیلم‌شناسی
- یک شب با پادشاه (۲۰۰۶)
- نجات‌دهنده (۱۹۹۸)
- آسمان سرپناه (۱۹۹۰)
- فرانچسکو (۱۹۸۹)
- آخرین امپراتور (۱۹۸۷)
- فیورینا، گاو ماده (۱۹۷۲)